# 同性伴侶關係登記條例草案
同性伴侶關係登記條例草案（英語：Registration of Same-sex Partnerships Bill），是香港特別行政區政府政制及內地事務局向香港立法會提交的建議立法草案。此法案為政府就遵從終審法院於岑子杰案之裁決的措施之一，並草擬制定一套讓於海外注冊的同性婚姻在香港注冊後能享有某些權利的法律框架。

## 背景
香港現時並不承認同性婚姻或民事結合。

## 條例草案内容及立法歷程
此前，香港終審法院就岑子杰訴律政司司長案作出判決，要求政府提出替代框架以使同性伴侶獲得一定法律承認。